# Robin's Hoods
Robin's Hoods è una serie televisiva statunitense di genere drammatico, creata da Marcia Basichis e prodotta da Aaron Spelling, E. Duke Vincent e Rob Gilmer. Andò in onda per una sola stagione tra il 1994 e il 1995.

## Trama
Brett Robin, assistente del procuratore distrettuale dotata di un forte senso della giustizia, è sposata con il poliziotto Jake. Quando l'uomo viene ucciso, sua moglie scopre che questi aveva acquistato un bar nel quale aveva impiegato cinque autori di reato sottoposti a liberazione condizionale. Il progetto prevede la loro convivenza e una messa alla prova con il lavoro al bar. Inizialmente restia, Brett decide di portare avanti l'iniziativa, ritenendo che ciascuno di loro abbia diritto ad una seconda possibilità per ottenere una reale riabilitazione. Il passato dei giovani, tuttavia, torna di volta in volta ad affacciarsi.